# Formiguer ventregrís
El formiguer ventregrís (Ammonastes pelzelni) és una espècie d'ocell de la família dels tamnofílids (Thamnophilidae) i única espècie del gènere Ammonastes.

## Hàbitat i distribució
Habita la selva humida a les terres baixes del sud-est de Colòmbia, sud de Veneçuela i nord-oest del Brasil.